# 中华鹅观草
中华鹅观草（学名：Roegneria sinica），为禾本科鹅观草属下的一个植物变种。其种加词sinica，意为“中华的”。